# Mullvadssnok
Mullvadssnok (Pseudaspis cana) är en art i familjen snokar och den enda arten i släktet Pseudaspis. Djuret förekommer i större delar av södra Afrika. Arten tillhör underfamiljen Pseudaspidinae som ibland listas som familj.

## Utseende
Individernas storlek och färgteckning varierar beroende på levnadsområdet. Individer som lever längre söderut är vanligen svarta medan nordliga individer är bruna, gråa, rödaktiga eller gula. Ungdjur är enhetligt bruna med mörkbruna fläckar. Undersidan är vanligen ljusare och ibland vitaktig. Vuxna djur når en längd mellan 100 och 200 centimeter. Övergången mellan huvudet och bålen är nästan jämn. Nosen är lite tillplattad.

## Utbredning
Mullvadssnok förekommer i Zimbabwe, Namibia, Botswana och Sydafrika samt norrut till Rwanda, Kongo-Kinshasa och Kenya.

## Ekologi
Mullvadssnoken lever i olika habitat. Ofta följer de sina byten och återfinns därför ofta i odlade regioner. Som namnet antyder vistas arten ofta under jorden men främst är det ungdjur som gömmer sig i marken. Den bor ofta i bon av gnagare som den först dödat. Vuxna individer jagar guldmullvadar, möss, råttor eller andra mindre däggdjur. Ibland äter ormen fåglar och deras ägg. Ungdjur livnär sig huvudsakligen på ödlor. Trots artens grävande levnadssätt, har den god förmåga att klättra och simma.
Mullvadssnoken jagar aktivt, förföljer och kväver sedan bytet. I vissa fall gömmer sig ormen i jorden och väntar på gnagare eller andra byten. Är bytet tillräckligt nära, attackerar ormen blixtsnabbt. Blir mullvadssnoken hotad, är den i början passiv och försöker fly. Är det inte möjligt, blir den aggressiv och utstöter hotande läten. Därför förväxlas djuret ibland med pufform, arter av släktet Echis eller kapkobra.

### Fortplantning
Under parningstiden uppstår häftiga strider mellan hannarna om rätten att para sig. Ofta resulterar striderna i blodiga sår när ormarna biter varandra med sina långa huggtänder. I motsats till flera andra snokar är mullvadssnoken vivipar, den föder alltså fullt utvecklade ungar. Beroende på storlek har honorna 30 till 50 ungar per kull. I ett undantagsfall som registrerades i Londons zoo hade en hona 95 ungar i samma kull. Ungdjuren är vid födelsen 20 till 30 centimeter långa.